# William Torres (Schiedsrichter)
William Torres Mejia (* 22. Februar 1975) ist ein ehemaliger salvadorianischer Fußballschiedsrichterassistent.
Als Schiedsrichterassistent war Torres (meist zusammen mit Juan Zumba) bei vielen internationalen Turnieren im Einsatz, darunter bei der Weltmeisterschaft 2010 in Südafrika, bei der Klub-Weltmeisterschaft 2011 in Japan, beim Konföderationen-Pokal 2013 in Brasilien, bei der Weltmeisterschaft 2014 in Brasilien und bei der U-20-Weltmeisterschaft 2017 in Südkorea (jeweils als Assistent von Joel Aguilar).
Zudem wurde Torres beim Gold Cup 2007, 2009, 2011, 2013, 2015 und 2017 eingesetzt.